# László Rédei
László Rédei (Rákoskeresztúr, 15 de novembro de 1900 — Budapeste, 21 de novembro de 1980) foi um matemático húngaro.
Graduado na Universidade Eötvös Loránd, inicialmente trabalhou como professor escolar. Em 1940 foi indicado professor da Universidade de Szeged e em 1967 mudou foi o Instituto de Matemática da Academia de Ciências da Hungria em Budapeste.
Seu trabalho matemático foi focado na teoria algébrica dos números e álgebra abstrata, especialmente teoria dos grupos. Ele provou que todas os torneios tem um número ímpar de caminhos hamiltonianos. Forneceu diversas provas do teorema da reciprocidade quadrática. Provou resultados fundamentais sobre os invariantes do grupo de classes de corpos quadráticos. Em diversos casos determinou se o anel dos inteiros do campo quadrático real Q(√d) é euclidiano ou não. Generalizou com sucesso o teorema de Hajós.
Foi presidente da Sociedade Matemática János Bolyai (1947–1949). Recebeu duas vezes o Prêmio Kossuth. Foi eleito membro correspondente (1949) e membro efetivo (1955) da Academia de Ciências da Hungria.

## Livros
- Ladislaus Rédei: Algebra. Erster Teil, Mathematik und ihre Anwendungen in Physik und Technik, Reihe A, 26,  Teil 1 Akademische Verlagsgesellschaft, Geest & Portig, K.-G., Leipzig,  1959 xv+797 pp.
- Ladislaus Rédei: Theorie der endlich erzeugbaren kommutativen Halbgruppen, Hamburger Mathematische Einzelschriften, 41, Physica-Verlag, Würzburg  1963 228 pp.
- Ladislaus Rédei: Lückenhafte Polynome über endlichen Körpern, Lehrbücher und Monographien aus dem Gebiete der exakten  Wissenschaften, Mathematische Reihe, 42, Birkhäuser Verlag, Basel-Stuttgart,  1970. 271 pp.
- L. Rédei: Endliche p-Gruppen, Akadémiai Kiadó, Budapeste,  1989. 304 pp. ISBN 963-054660-4